# Merry Alpern
Merry Alpern (* 1955 in New York City) ist eine US-amerikanische Fotografin. Ihr bekanntestes Werk ist die kontroverse Serie Dirty Windows, die sie zwischen 1993 und 1994 erstellte und die aus Fotos eines illegalen Sex-Clubs besteht, die sie durch ein Badezimmerfenster in Manhattan, nahe der Wall Street geschossen hat. Als Konsequenz dieser Arbeiten wurden ihr ein Fellowship des National Endowment for the Arts verwehrt. Alpine war damit eines der Opfer einer Kampagne konservativer Kongress-Abgeordneter, die die Finanzierung der Förderung beenden wollten. Daraufhin beeilten sich das Museum of Modern Art in New York und in San Francisco, die Serie auszustellen. Später produzierte Alpern unter anderem die Serie Shopping, die Bilder von versteckten Überwachungskameras in Einkaufszentren, Kaufhäusern und Umkleideräumen aus den Jahren 1997 bis 1999 enthielt.

## Ausbildung und beginnende Karriere
Alpern brach 1997 ein Soziologiestudium am Grinnell College ab, zog nach New York und begann, in einem Fotolabor zu arbeiten. Später schrieb sie Artikel für das Magazin Rolling Stone. Sie arbeitete außerdem für Time Warner, Barron’s und Investment Advisor. Im April 1995 unterschrieb sie einen Vertrag mit der Bonni Benrubi Galerie und mehr als 200 ihrer Drucke wurden zu Preisen von 500 bis 2500 $ verkauft.

## Dirty Window,1993–94
Alpern entdeckte einen illegalen Sex-Club durch das Fenster einer befreundeten Person in deren Wall Street Loft im Jahr 1993. Sie verbrachte daraufhin neun Monate lang mehrere Nächte pro Woche damit, diese Entdeckung mit einem Teleobjektiv zu fotografieren. Der Club wurde schließlich geschlossen, Alpern konnte aber aufgrund nicht vorhandener Bemühungen um Privatsphäre eine große Anzahl an Bildern kreieren. Sie reichte diese Bilder beim NEA ein und wurde vom Peer Panel mit einem Stipendium bedacht. Dies wurde später vom Advisory Council wieder rückgängig gemacht.
Während der Ausstellung von Dirty Windows in der Bonni Benrubi Galerie schrieb der Kritiker Charles Hagen in der New York Times, die Bilder seien „nicht ansatzweise so explizit wie beispielsweise die unzähligen Magazine am Zeitungsstand an der Ecke.“ Er hinterfragte sowohl die Absage als auch die Gewährung des Stipendiums der NEA bei Betrachtung der Repetitivität der Fotos.

## Arbeiten
- A.J. and Jim Bob, 1987–88.
- Dirty Windows, 1993–94.
- Shopping, 1999.